# Cimitero della Misericordia (Borgo San Lorenzo)
Il Cimitero della Misericordia è uno dei due cimiteri principali di Borgo San Lorenzo (FI), situato in viale Giovanni XXIII 23. L'altro è il cimitero Comunale, in via Pietro Caiani, ed esistono inoltre altri piccoli cimiteri in alcune frazioni. 

## Storia e descrizione
Nato nel 1894, assunse l'aspetto attuale nel primo trentennio del Novecento, per gli interventi dell'architetto Ugo Giusti e degli ingegneri Niccolò Niccolai e Severino Crott. Una serie di disegni e progetti, conservati nell'archivio della Misericordia di Borgo san Lorenzo, dimostrano la parziale esecuzione del cimitero su un registro inizialmente previsto come fortemente monumentale.
Il cimitero è composto da un campo di sepoltura principale, delimitato da cappelle gentilizie, con al centro, in asse con l'ingresso, la cappella maggiore, risalente al primo impianto e oggi spogliata delle decorazioni originali. Ai lati si aprivano due cappelle minori, rispettivamente dedicate ai santi Giacomo e Tito, poi trasformate in semplici corridoi con loculi che portano alla zona retrostante, più moderna, composta da corridoi per loculi al coperto. Di queste due cappelle restano tuttavia le cornici degli archi di accesso, in maiolica della Manifattura Chini. Dalla stessa fucina provengono le croci in grès naturale che decorano alcune lapidi, e la ghirlanda del sepolcro di Pio Chini, nell'ex-cappella di sinistra. 
Altre due cappelle, rispettivamente dedicate ai caduti e alla Santa Croce, sono collocate al centro dei lati brevi del campo. Queste, così come alcune cappelle familiari (in particolare Borelli, Toccafondi, Monti e Maestrini), furono decorate da cornici, fregi, frontoni e arredi interni (vetrate, piastrelle, colonnine degli altari) dalla manifattura borghigiana in anni attorno al 1929, sotto la direzione artistica di Tito Chini, coadiuvato probabilmente anche dallo zio Pietro per le decorazioni pittoriche. 
Nel cimitero è sepolto anche Chino Chini, accanto alla moglie.